# Гур'єв Василь Михайлович
Васи́ль Миха́йлович Гур'єв (1672—1744)  — полковник, член Правління гетьманського уряду (з вересня 1735 по вересень 1736 рр.),, губернатор Воронізької губернії (1741—1744 рр.), дійсний статський радник (1741 р), дворянин.

## Початок діяльності
Народився у 1672 році. У 1730 році В. Гур'єв згадується флігель-ад'ютантом.

## Глухівський період
У вересні 1735 року був призначений членом Правління гетьманського уряду. Крім нього, від росіян, до найвищого органу влади на той час входили князі Шаховський Олексій Іванович та генерал-майор Барятинський Андрій Трохимович.
4 вересня 1736 року князь В. Гур'єв був відправлений до армії.

## Воронізький період
11 травня 1741 року отримав чин дійсний статський радник. А вже у жовтні цього року був призначений губернатором Воронізької губернії. Хоча вступив в управління справами лише в березні 1742 року.
На момент смерті у лютому 1744 року значився віце-губернатором.